# 中布爾盧克
49°53′37″N 37°18′10″E / 49.89361°N 37.30278°E
中布爾盧克（烏克蘭語：Середній Бурлук）是位於烏克蘭東部的村莊，由哈爾科夫州庫皮揚斯克區的大布尔卢克市镇負責管轄。該村處於大布爾盧克河右岸，始建於1650年，面積0.78平方公里，海拔高度120米，2001年人口251。